# Polgara
Polgara è un personaggio delle saghe di Belgariad e dei Mallorean, nell'universo fantasy concepito dallo scrittore David Eddings, oltre che del libro Polgara la maga (Polgara the Sorceress), prequel delle vicende narrate nelle saghe.
Polgara è descritta come una delle donne più affascinante dell'intero universo. È figlia dell'"onorevole vegliardo" Belgarath, il mago, e di Poledra, che un tempo era una lupa e che scompare dopo aver dato alla luce Polgara e la sua gemella Beldaran.
Le gemelle vengono dapprima allevate da un altro mago, Beldin, anche lui allievo di Aldur, poiché Belgarath era impegnato nel recupero del Globo di Aldur.
Trascorre la sua infanzia nella valle di Aldur con sua sorella, futura sposa di Riva Stretta di Ferro, signore di Riva, figlio di Cherek Spalla d'Orso, nonché Portatore del Globo. Il matrimonio tra Riva e Beldaran è uno dei cosiddetti Eventi predetti dalle Profezie, parte integrante delle saghe ideate da David Eddings e da sua moglie Leigh e che vedono Polgara tra i protagonisti.
La lunga vita di Polgara è costellata da eventi dolorosi, che lei saprà però affrontare con coraggio.